# 謝宜茜
謝宜茜（Cheah Yee See，1995年11月18日—），本名謝宜希，馬來西亞女子羽毛球運動員。

## 簡歷
謝宜希在10岁时受爸爸的影響开始打羽毛球。经过短短一年的训练，她就在2006年檳州学联（MSSPP）赛拿下12岁以下女单冠军；其後，又曾在檳州水供（PBA）州际赛中，拿下女单和女双两个桂冠。
在13岁时，謝宜希经选拔后加入了武吉加里尔体育学校。直到18岁时，顺利地升上国家队女双组，但一直沒有固定的搭档。
2011年7月，謝宜希代表马来西亚参加印度勒克瑙举办的亞洲青年羽毛球錦標賽，助马来西亚队赢得混团亚军。
2014年10月，謝宜希与吳玥青出战樂魚羽毛球國際系列賽，在女双準决赛以1比2（21-16、18-21、14-21）不敌赛会4号种子、泰国强档的帕冲攀·磋楚翁/参尼莎·提查沃拉信昆。同年10月，她与吳玥青出戰匈牙利羽毛球國際賽，在女双决赛以3比0（11-4、11-10、11-10）击败了跨国组合的（丹麦：约瑟芬·范·赞纳/瑞典：埃玛·文贝里），这也是她首个國際系列賽女双冠军。
2015年10月，謝宜希與陳嘉雯出戰匈牙利羽毛球國際賽，在女双决赛以2比0（21-14、22-20）击败了丹麦强档的亚历山德拉·博尔/加布里埃拉·博尔，赢得国际赛女双冠军。
2016年3月，謝宜希與陳嘉雯出战葡萄牙羽毛球國際賽，在女双準决赛以0比2（13-21、14-21）不敌英格兰强档的克洛伊·比尔切/莎拉·沃克。同期3月，她与陳嘉雯出战羅馬尼亞羽毛球國際賽，在女双準决赛以0比2（19-21、15-21）不敌跨国组合的（英格兰：杰西卡·皮尤/荷兰：谢丽尔·塞尔宁）。8月开始，她改为专注混双，与刘航益搭檔；二人曾出战印度羽毛球國際系列賽，在混双决赛以1比3（11-5、8-11、10-12、8-11）不敌赛会头号种子、东道主强档的萨维克赛拉吉·兰基雷迪/玛内沙·库卡帕利。不過，刘航益其後又被调入男双组，使到謝宜希再次面对没有拍档的困扰。
2017年直到5月，由于吴柳萤受伤，大马羽球总会决定召入国际赛经验不足的谢宜茜与陈炳顺搭檔，作为大马出征苏迪曼杯的奇兵。同年7月，她与陳炳順出战俄羅斯羽毛球大獎賽，在混双决赛以3比0（11-8、13-11、11-3）击败了日本强档的松居圭一郎/荒木茜羽，这也是她首个国际大獎賽混双冠军。同年8月，她代表马来西亚参加本国举办的東南亞運動會，在率先进行的团体赛，助马来西亚女队赢得女子團體银牌；此外，还与搭档陳炳順在混双首圈因对手途中退出；在半準決賽以2比1（16-21、21-19、21-16）击败了赛会3号种子、新加坡强档的许永凯/陈薇涵；在準決賽以1比2（16-21、21-18、21-23）不敌赛会头号种子、泰国强档的德差蓬·保乌拉努科/沙西丽·德拉达那猜，与泰国的博丁·伊沙拉/沙威丽·阿米达拜并列季军。同年9月，她与陳炳順出战越南羽毛球大獎賽，在混双準决赛以0比2（15-21、26-28）不敌印尼强档的里基·维迪安托/玛西塔·穆罕默丁。同期9月，她与陳炳順出战韓國羽毛球超級賽，在混双準决赛以0比2（15-21、9-21）不敌中国的王懿律/黄东萍。同年11月，她与陳炳順出战澳門羽毛球黃金大獎賽，在混双準决赛以0比2（12-21、12-21）不敌赛会5号种子、中国的郑思维/黄雅琼。
2018年10月，謝宜希與許邦榮出战澳門羽毛球公開賽，在混双準决赛以1比2（16-21、21-19、11-21）不敌赛会头号种子、亚运会亚军的鄧俊文/謝影雪。同年12月，她与許邦榮出战孟加拉羽毛球國際挑戰賽，在混双决赛以0比2（16-21、15-21）不敌印尼强档的利奥·罗利·卡尔南多/英达·察亚·萨里·贾米尔，赢得亚军。
2021年10月，苏迪曼杯团体赛8强赛中成功帮助马来西亚队在决胜战中以3-2击败印尼队，当时马来西亚队以2-2战成平手，需要混双来定胜负，世界排名27的许邦荣/谢宜茜爆冷战胜强敌世界第4的普拉文·乔丹、梅拉蒂·达伊瓦·奥克塔维亚尼，帮助马来西亚拿下关键的一分，自2009年时隔十二年后再次晋级4强 。

## 主要比賽成績
只列出曾進入準決賽的國際賽事成績：
| 年份   | 賽事                     | 公開賽級別 | 項目     | 拍檔   | 成績   |
| 2011年 | 亞洲青年羽毛球錦標賽     | 其他       | 混合團體 | －     | 亞軍   |
| 2014年 | 樂魚羽毛球國際系列賽     | 國際系列賽 | 女子雙打 | 吳玥青 | 準決賽 |
| 2014年 | 匈牙利羽毛球國際賽       | 國際系列賽 | 女子雙打 | 吳玥青 | 冠軍   |
| 2015年 | 匈牙利羽毛球國際賽       | 國際系列賽 | 女子雙打 | 陳嘉雯 | 冠軍   |
| 2016年 | 葡萄牙羽毛球國際賽       | 國際系列賽 | 女子雙打 | 陳嘉雯 | 準決賽 |
| 2016年 | 羅馬尼亞羽毛球國際賽     | 國際系列賽 | 女子雙打 | 陳嘉雯 | 準決賽 |
| 2016年 | 印度羽毛球國際系列賽     | 國際系列賽 | 混合雙打 | 刘航益 | 亞軍   |
| 2017年 | 俄羅斯羽毛球大獎賽       | 大獎賽     | 混合雙打 | 陳炳順 | 冠軍   |
| 2017年 | 東南亞運動會羽毛球比賽   | 其他       | 女子團體 | －     | 銀牌   |
| 2017年 | 東南亞運動會羽毛球比賽   | 其他       | 混合雙打 | 陳炳順 | 銅牌   |
| 2017年 | 越南羽毛球大獎賽         | 大獎賽     | 混合雙打 | 陳炳順 | 準決賽 |
| 2017年 | 韓國羽毛球超級賽         | 超級賽     | 混合雙打 | 陳炳順 | 準決賽 |
| 2017年 | 澳門羽毛球黃金大獎賽     | 黃金大獎賽 | 混合雙打 | 陳炳順 | 準決賽 |
| 2018年 | 澳門羽毛球公開賽         | 超級300賽  | 混合雙打 | 許邦榮 | 準決賽 |
| 2018年 | 孟加拉羽毛球國際挑戰賽   | 國際挑戰賽 | 混合雙打 | 許邦榮 | 亞軍   |
| 2019年 | 馬來西亞羽毛球國際系列賽 | 國際系列賽 | 混合雙打 | 許邦榮 | 準決賽 |
| 2019年 | 海得拉巴羽毛球公开赛     | 超級100賽  | 混合雙打 | 許邦榮 | 冠軍   |
| 2019年 | 澳門羽球公開賽           | 超級300賽  | 混合雙打 | 許邦榮 | 準決賽 |
| 2019年 | 印度羽毛球國際挑戰賽     | 國際挑戰賽 | 混合雙打 | 許邦榮 | 冠軍   |
| 2019年 | 孟加拉羽毛球國際挑戰賽   | 國際挑戰賽 | 混合雙打 | 許邦榮 | 冠軍   |
| 2020年 | TOYOTA泰國羽毛球公開賽   | 超級1000賽 | 混合雙打 | 許邦榮 | 準決賽 |
| 2021年 | 蘇迪曼盃                 | 其他       | 混合團體 | －     | 季軍   |
| 2022年 | 東南亞運動會羽毛球比賽   | 其他       | 女子雙打 | 钟舒卉 | 銅牌   |
| 2022年 | 東南亞運動會羽毛球比賽   | 其他       | 混合雙打 | 許邦榮 | 銀牌   |
| 2022年 | 英聯邦運動會羽毛球比賽   | 其他       | 混合團體 | －     | 金牌   |
| 2023年 | 吉隆坡羽毛球大師賽       | 超級100賽  | 混合雙打 | 陳炳順 | 冠軍   |

| 2007-2017年 | 首要超級賽 | 超級賽 | 黃金大獎賽 | 大獎賽 | 國際挑戰賽 | 國際系列賽 | 未來系列賽 | 其他 |

| 2018-2026年 | 總決賽 | 超級1000賽 | 超級750賽 | 超級500賽 | 超級300賽 | 超級100賽 | 國際挑戰賽 | 國際系列賽 | 未來系列賽 | 其他 |

### 奧運會和世錦賽參賽紀錄
|          | 搭檔   | 2021 |
| -------- | ------ | ---- |
| 混合雙打 | 许邦荣 | 16強 |

## 備註
1. ↑  2016年或以前的報導名字皆為「謝宜希」，到2017年後則開始改為「謝宜茜」。